# Université libre de Bruxelles
Die Université libre de Bruxelles (ULB; deutsch Freie Universität Brüssel) ist eine französischsprachige Universität in Brüssel. Ihr niederländischsprachiges Pendant ist die Vrije Universiteit Brussel.

## Geschichte
Im Jahr 1830 wurde Belgien nach kurzer Zeit der Zugehörigkeit zum Vereinigten Königreich der Niederlande nach der Belgischen Revolution unabhängig. Der neugegründete Staat verfügte über drei Reichsuniversitäten (damals alle mit lateinischer Unterrichtssprache): Gent, Lüttich und Löwen. Auf Initiative liberal gesinnter Bürger, namentlich von Pierre-Théodore Verhaegen und Auguste Baron, wurde in der Hauptstadt des jungen Staates eine neue Universität gegründet, die am 20. November 1834 die akademische Lehrtätigkeit aufnahm. Die Universität erhielt den Namen Université libre de Bruxelles („Freie Universität“) um ihre konfessionelle Unabhängigkeit zu betonen. Unterrichtssprache wurde wie auch an den anderen Universitäten und höheren Schulen Belgiens ausschließlich das Französische. Das Niederländische (Flämische) hatte nur einen niederen Status und wurde nur in der Volksschule unterrichtet. Zunehmend bildete sich jedoch ein flämisches Selbstbewusstsein, das schließlich dazu führte, dass ab 1935 auch Lehrveranstaltungen in niederländischer Sprache abgehalten wurden. Erst im Jahr 1963 waren alle Veranstaltungen zweisprachig. 1968 wurde die älteste Universität Belgiens, die 1425 gegründete Universität Löwen in eine französischsprachige und eine niederländischsprachige Universität geteilt, und am 1. Oktober 1969 erfolgte auch die Teilung der Universität Brüssel in die Université Libre de Bruxelles und die Vrije Universiteit Brussel.
Während des gesamten Ersten Weltkrieges und im Zweiten Weltkrieg ab November 1941 blieb die Universität aus eigenem Antrieb geschlossen, um nicht mit den deutschen Besatzern zusammenarbeiten zu müssen.

## Campus der Universität

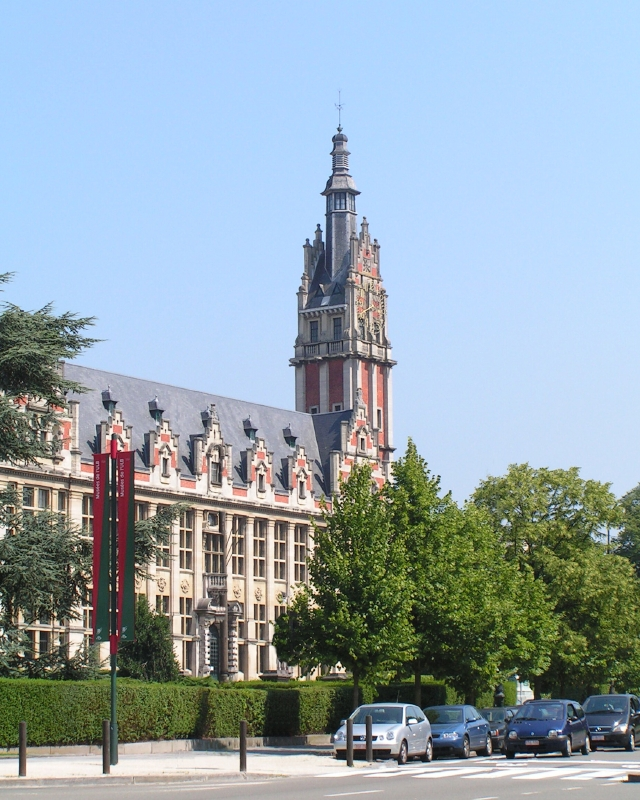
Universitätsgebäude in Brüssel

Die ULB ist auf drei Campus aufgeteilt: den Campus de la Plaine in Ixelles, den Campus du Solbosch in Brüssel und Ixelles, und den Campus Erasme mit der Medizinischen Fakultät in Anderlecht neben dem Erasmus-Krankenhaus (Hôpital Erasme). Weitere Universitätsgebäude und universitäre Veranstaltungen gibt es in Charleroi, Parentville, Treignes und Nivelles.
Die Gebäude beherbergen 12 Museen an sechs Standorten von Naturwissenschaften bis Kunstgeschichte. Sie organisieren eigene Ausstellungen mit externen Exponaten und zeigen die Sammlungen der Universität.

## Fakultäten
Die ULB ist in folgende Fakultäten, Institute und administrative Einheiten gegliedert:
- Architektur (faculté d'Architecture)
- Geisteswissenschaften (faculté de Philosophie et Lettres)
- Rechtswissenschaft (faculté de Droit/Ecole des sciences criminologiques)
- Sozial-, Wirtschafts- und Politikwissenschaften (faculté des Sciences sociales, politiques et économiques)
- Solvay Business School
- Psychologie und Erziehungswissenschaften (faculté des Sciences psychologiques et de l'Education)
- Naturwissenschaften (faculté des Sciences)
- Hochschule für Bioingenieure (école interfacultaire de bioingénieurs)
- Medizin (faculté de Médecine) auf dem Campus Erasme am Hôpital Erasme
- Gesundheitswissenschaften (Public Health, École de Santé publique) auf dem Campus Erasme am Hôpital Erasme
- Institut für Bewegungswissenschaften (Institut des Sciences de la Motricité) auf dem Campus Erasme am Hôpital Erasme
- Pharmazie (institut de Pharmacie)
- Ingenieurwissenschaften, Polytechnikum (faculté des Sciences appliquées/école polytechnique)
- Europastudien (institut d'études européennes)

## Bekannte Absolventen oder Hochschullehrer
- Oumarou Alma (1951–2025), nigrischer Manager und Politiker
- Jules Anspach (1829–1879), Jurist, Bürgermeister von Brüssel
- Zénon Bacq (1903–1983), Radiobiologe
- Radu Bălescu (1932–2006), rumänisch-belgischer Physiker
- Didier Bellens (1955–2016), Geschäftsmann, CEO von Proximus
- Jules Bordet (1870–1961), Mediziner, 1919 Nobelpreis für Physiologie oder Medizin
- Jean Brachet (1909–1988), Biochemiker und Mediziner
- Robert Brout (1928–2011), US-amerikanisch-belgischer Physiker (2004 Wolf-Preis)
- Jean Bourgain (1954–2018), Mathematiker (1994 Fields-Medaille)
- Miriam Cnop (* 1970), Diabetologin
- Max Cosyns (1908–1998), Physiker und Speläologe
- Benoît Crutzen, Ökonom und Professor an der Erasmus-Universität Rotterdam
- Herman De Croo (* 1937), Jurist und Politiker
- Véronique De Keyser (* 1945), Psychologin und Hochschullehrerin, MdEP
- Lodewijk De Raet (1870–1914), Ökonom und Politiker
- Pierre Deligne (* 1944), Mathematiker (1978 Fields-Medaille)
- Antoine Depage (1862–1925), Chirurg
- Mathias Dewatripont (* 1959), Ökonom (1998 Francqui-Preis)
- François Englert (* 1932), Physiker (2004 Wolf-Preis, Nobelpreis für Physik 2013)
- Jacques Errera (1896–1977), Physikochemiker (1938 Francqui-Preis)
- Louis Franck (1868–1937), Jurist und liberaler Politiker
- Matyla Ghyka (1881–1965), rumänischer Dichter, Schriftsteller, Mathematiker, und Diplomat
- Richard Goblet d’Alviella (* 1948), Geschäftsmann
- Nico Gunzburg (1882–1984), Jurist und Kriminologe
- Marc Henneaux (* 1955), Physiker (2000 Francqui-Preis)
- Julius Hoste (1884–1954), Geschäftsmann und flämischer liberaler Politiker
- Amir Abbas Hoveyda (1919–1979), ehemaliger Premierminister des Iran
- Enver Hoxha (1908–1985), albanischer Politiker, Staatschef und Führer der kommunistischen Partei Albaniens
- Paul Janson (1840–1913), liberaler Politiker
- Daniel Janssen, Ingenieur und Geschäftsmann
- Henri La Fontaine (1854–1943), Jurist (1913 Friedensnobelpreis)
- Jacques-François Lai, Kernphysiker
- Maurice Lippens, Unternehmer
- Lucien Lison, belgisch-brasilianischer Mediziner und Biochemiker, einer der Begründer der Histochemie
- Otto Loewi (1873–1961), österreichisch-amerikanischer Pharmakologe (Nobelpreis für Medizin, 1936)
- Paul Magnette (* 1971), Politikwissenschaftler (2000 Francqui-Preis)
- Adolphe Max (1869–1939), Jurist, Politiker, Bürgermeister von Brüssel 1909–1939
- Françoise Meunier, Medizinerin, Direktorin der EORTC
- Constantin Mille, rumänischer Sozialist und Journalist
- Axel Miller, Geschäftsmann, CEO von Dexia
- Roland Mortier, Philologe, (1965 Francqui-Preis)
- François Narmon, Ökonom, Geschäftsmann
- Amélie Nothomb (* 1966/67), Schriftstellerin (1999 Grand Prix du Roman de l'Académie française)
- Paul Otlet (1868–1944), Jurist und Pionier des Informationsmanagements
- Marc Parmentier (* 1956), Mediziner (1999 Francqui-Preis)
- Chaim Perelman (1912–1984), polnisch-belgischer Philosoph
- Auguste Piccard (1884–1962), Schweizer Physiker und Stratosphärenforscher, Vorbild für Professor Bienlein in Tim und Struppi, lehrte von 1922 bis 1954 in Brüssel
- Martine Piccart, Medizinerin, Präsidentin der EORTC
- Marie Popelin (1846–1913), Juristin, Feministin
- Claire Préaux (1904–1979), Altertumswissenschaftlerin
- Ilya Prigogine (1917–2003), russisch-belgischer Physikochemiker (1955 Francqui-Preis, Nobelpreis für Chemie 1977)
- Eric Remacle, Ökonom (2000 Francqui-Preis)
- David Ruelle (* 1935), belgisch-französischer mathematischer Physiker
- Pedro Sánchez (* 1972), spanischer Politiker und Ministerpräsident
- August Scheler (1819–1890), Schweizer Linguist
- Paul-Henri Spaak (1899–1972), Politiker und einer der Gründungsväter der Europäischen Union
- Isabelle Stengers (* 1949), Chemikerin, Philosophin
- Jean Stengers (1922–2002), Historiker
- Aristide Théodoridès (1911–1994), Ägyptologe
- Jacques Tits (1930–2021), belgisch-französischer Mathematiker (1993 Wolf-Preis, 2008 Abel-Preis)
- Léon Van Hove (1924–1990), Theoretischer Physiker (1958 Francqui-Preis)
- Jan Van Rijswijck (1853–1906), Jurist, Bürgermeister von Antwerpen
- Michel Vanden Abeele (* 1942), Ökonom, Diplomat
- Raoul Vaneigem (* 1934), Künstler, Autor und Kulturphilosoph
- August Vermeylen (1872–1945), Schriftsteller und Literaturkritiker
- Raoul Warocqué (1870–1917), Industrieller
- Charles Woeste (1837–1922), Jurist und Politiker